# Brechin City Football Club
Il Brechin City Football Club, meglio noto come Brechin City, è una società calcistica scozzese con sede nella città di Brechin. Partecipante dal 1922 al 1939 e poi dal 1954 fino al 2021 alle divisioni professionistiche scozzesi, ora milita nella Highland Football League, il principale campionato semiprofessionistico della Scozia settentrionale.

## Storia
La squadra è stata fondata nel 1906 da giocatori e dirigenti di due club locali, il Brechin Harp e il Brechin Hearts. Esordì nei campionati nazionali nella stagione 1922-23 prendendo parte alla Scottish Division Three, serie poi abolita tre anni più tardi.
Nel 1929 il Brechin City, insieme al Montrose, venne ammesso in Division Two per sostituire due squadre estromesse, Arthurlie e Bathgate. La stagione d'esordio in seconda serie si concluse col 20º e ultimo posto. Negli anni successivi si piazzò sempre nella parte medio-bassa di classifica, ottenendo come miglior risultato il decimo posto nella stagione 1938-39.
Nel 1946, alla ripresa dei campionati dopo la seconda guerra mondiale, si iscrisse nella ricostituita terza serie, la Scottish Division C. Arrivò terzo nel campionato 1948-49, dopodiché la categoria fu riformata, suddivisa in due gironi e con un maggior numero di squadre riserve delle serie superiori. Nel 1954 il Brechin City fu la prima squadra indipendente a vincere il proprio girone e dunque a essere promossa in Division Two.
Le successive stagioni in seconda serie furono positive: si classificò sesto nei campionati 1955-56 e 1956-57, settimo nel 1957-58 e quinto nel 1958-59. Da lì in avanti, tuttavia, il club andò incontro a una crisi di risultati che lo fecero terminare per tre volte all'ultimo posto nella prima parte degli anni sessanta. Inoltre, nel 1964 rischiò di essere escluso dai campionati nazionali a causa di una riforma, sostenuta principalmente dai Rangers, che prevedeva di rimuovere le squadre meno abbienti (Berwick Rangers, Stenhousemuir, Stranraer e lo stesso Brechin City); l'intervento della fazione opposta (tra cui Celtic, Airdrieonians e Hamilton Academical), favorevole al mantenimento di tutte le squadre, scongiurò questa possibilità.
Ad ogni modo le prestazioni sul campo non migliorarono granché, e il Brechin City fu di nuovo ultimo nelle stagioni 1966-67, 1970-71, 1972-73 e 1973-74, segnando il record negativo di piazzamenti a fondo classifica (7 in 15 anni). Nella stagione 1974-75 evitò l'ultimo posto, ma non la retrocessione nella nuova terze serie, la Second Division, dopo 21 stagioni consecutive in Division Two.
In Second Division trascorse il resto del decennio in bassa classifica, per poi risollevarsi negli anni ottanta: dopo un quarto e un quinto posto, nel campionato 1982-83 arrivò primo e fu promosso in First Division. L'anno successivo fu quinto, eguagliando il miglior piazzamento in seconda serie, ma nel 1986-87 retrocesse. Tornato in Second Division, arrivò terzo nel campionato 1988-89 a soli due punti dalla promozione, poi vinse l'anno seguente.
Negli anni novanta altalenò tra la First Division (mai mantenuta più di una stagione), la Second Division (2º posto nel 1992-93) e la Third Division (due secondi posti). Nel 2002 vinse la Third Division e un anno dopo si piazzò secondo in Second Division, dietro al Raith Rovers, compiendo così una doppia promozione con la quale approdò in First Division 2003-04. Di nuovo retrocesso, vinse la Second Division nel 2005 e si riprese la serie superiore, mantenuta ancora una volta per una sola stagione.
A partire dalla stagione 2008-09, il Brechin City ottenne in Second Division/League One piazzamenti validi per disputare i play-off: dopo cinque partecipazioni non andate a buon fine, nel 2017 ha sconfitto Raith Rovers e Alloa Athletic (entrambi ai rigori) e conseguito la promozione in Championship 2017-2018; l'ultima stagione in seconda serie è stata però disastrosa: il club è arrivato ultimo con appena 4 punti e nessuna vittoria in tutto il campionato.
Nel 2018-19 è retrocesso anche dalla League One, mentre nella League Two 2019-2020 stanziava all'ultimo posto al momento dell'interruzione del campionato per la pandemia di COVID-19. Tale interruzione ha evitato l'eventuale spareggio contro la migliore dei campionati dilettantistici. Nel campionato 2020-21, però, si classifica ancora all'ultimo posto e accede allo spareggio contro il Kelty Hearts, squadra della sottostante Highland League. Il Brechin City è sconfitto in entrambe le partite con un complessivo 1-3 e dopo 67 anni esce dai campionati professionistici.
In Highland Premier League vince il campionato 2022-23 e si qualifica ai play-off per la League Two, ma in semifinale perde ai rigori contro gli Spartans, primi della parallela Lowland League, e sfuma la possibilità di promozione. L'anno successivo si classifica secondo a pari punti col Buckie Thistle, ma sfavorito dagli scontri diretti.

## Palmarès

### Competizioni nazionali
- Scottish Qualifying Cup: 1

1950-1951
- Scottish League One: 3

1953-1954, 1982-1983, 1989-1990, 2004-2005
- Scottish League Two: 1

2001-2002
- Highland Football League: 1

2022-2023

### Competizioni regionali
- Forfarshire Cup: 5

1909-1910, 1952-1953, 1958-1959, 1996-1997, 2008-2009

### Altri piazzamenti
- Scottish League One:

Secondo posto: 1992-1993, 2002-2003
Terzo posto: 1948-1949, 1988-1989, 2008-2009, 2012-2013
Vittoria play-off: 2016-2017
- Scottish League Two:

Secondo posto: 1995-1996
Terzo posto: 1998-1999, 2000-2001
- Highland Football League:

Secondo posto: 2023-2024
Terzo posto: 2021-2022

## Statistiche e record

### Partecipazione ai campionati
| Livello | Categoria                | Partecipazioni | Debutto   | Ultima stagione | Totale |
| ------- | ------------------------ | -------------- | --------- | --------------- | ------ |
| 2°      | Scottish Division Two    | 31             | 1929-1930 | 1974-1975       | 40     |
| 2°      | Scottish First Division  | 8              | 1983-1984 | 2005-2006       | 40     |
| 2°      | Scottish Championship    | 1              | 2017-2018 | 2017-2018       | 40     |
| 3°      | Scottish Division Three  | 6              | 1923-1924 | 1953-1954       | 41     |
| 3°      | Scottish Division C      | 5              | 1946-1947 | 1950-1951       | 41     |
| 3°      | Scottish Second Division | 25             | 1975-1976 | 2012-2013       | 41     |
| 3°      | Scottish League One      | 5              | 2013-2014 | 2018-2019       | 41     |
| 4°      | Scottish Third Division  | 5              | 1995-1996 | 2001-2002       | 7      |
| 4°      | Scottish League Two      | 2              | 2019-2020 | 2020-2021       | 7      |

#### Campionati Semiprofessionistici
| Livello | Categoria                | Partecipazioni | Debutto   | Ultima stagione | Totale |
| ------- | ------------------------ | -------------- | --------- | --------------- | ------ |
| 5°      | Highland Football League | 4              | 2021-2022 | 2024-2025       | 4      |

## Organico

### Rosa 2020-2021
| N. |                        | Ruolo | Calciatore               |
| -- | ---------------------- | ----- | ------------------------ |
| 1  | Scozia (bandiera)      | P     | Lewis McMinn             |
| 2  | Scozia (bandiera)      | D     | Sean McIntosh            |
| 3  | Scozia (bandiera)      | D     | Dave McKay               |
| 4  | Scozia (bandiera)      | C     | Ross Brown               |
| 5  | Scozia (bandiera)      | D     | Luc Bollan               |
| 6  | Inghilterra (bandiera) | D     | Jonathan Page (capitano) |
| 7  | Scozia (bandiera)      | C     | Connor Coupe             |
| 8  | Scozia (bandiera)      | C     | Kieran Inglis            |
| 9  | Scozia (bandiera)      | A     | Rory Currie              |
| 10 | Scozia (bandiera)      | C     | Bobby Barr               |

| N. |                   | Ruolo | Calciatore       |
| -- | ----------------- | ----- | ---------------- |
| 12 | Scozia (bandiera) | D     | Scott Reekie     |
| 15 | Scozia (bandiera) | D     | Gregor Jordan    |
| 16 | Scozia (bandiera) | C     | Connor Barron    |
| 17 | Scozia (bandiera) | A     | Chris Paton      |
| 19 | Scozia (bandiera) | P     | Patrick O'Neil   |
| 20 | Scozia (bandiera) | C     | Michael Paton    |
| 22 | Scozia (bandiera) | D     | Ewan McLevy      |
|    | Scozia (bandiera) | P     | David Hutton     |
|    | Ghana (bandiera)  | C     | Abdul Osman      |
|    | Scozia (bandiera) | D     | Gerry McLauchlan |